# Гувернюк, Сергей Владимирович
Сергей Владимирович Гувернюк (24 мая 1950, Сватово, Ворошиловградская область — 15 февраля 2023) — советский и российский учёный в области механики.
В 2001—2021 годах — зам. директора НИИ механики МГУ. Лауреат Премии Правительства Российской Федерации в области науки и техники (2009).

## Биография
Родился в семье учителя, отец, Владимир Михайлович, преподавал математику. Мама, Лидия Ивановна, была врачом. Имел младшую сестру Елену (1953 г. р.) .
С 1961 года с семьёй родителей переехал в Жёлтые Воды. В этом городе окончил 5-ю среднюю школу.
В 1972 году — окончил мехмат МГУ по кафедре газовой и волновой динамики. Ученик А. Я. Сагомоняна. В том же году поступил на работу в НИИ механики МГУ. 
В 1982 году — защитил кандидатскую диссертацию, тема «Волновые взаимодействия жидкости и газа со сплошными и проницаемыми преградами».
Доцент, старший научный сотрудник по специальности «механика жидкостей, газа и плазмы» с 1988 г. Подготовил 9 кандидатов наук, руководил дипломными работами.
Должности :
- с 27 ноября 2001 — зам. директора НИИ механики МГУ
- с 15 марта 1993 (по совместительству) — зав. 107-й Лабораторией аэромеханики и волновой динамики НИИ механики МГУ
- с 1 сентября 2014 — доцент кафедры газовой и волновой динамики МГУ[1].

Скончался после тяжёлой и продолжительной болезни 15 февраля 2023 года.
Похоронен на кладбище деревни Пыхтино.

## Научные интересы
- Экспериментальная аэромеханика;
- Теория проницаемого тела;
- Управление отрывными течениями;
- Вихревая аэрогидродинамика.

Сочинения:
- «О моделировании проницаемых границ в задачах внешней и внутренней аэрогидродинамики»;
- «О моделировании ограниченных закрученных потоков вязкого теплопроводного газа с частицами жидкой и твёрдой фазы. Применение компьютерной технологии STAR-CD»;
- «Адиабата проницаемой поверхности»;
- «Обтекание многосвязных тел».
- «Компьютерное моделирование аэродинамических воздействий на элементы ограждений высотных зданий»

## Награды
- Премия Правительства Российской Федерации в области науки и техники (в составе коллектива, за 2009 год) — за разработку и внедрение энергосберегающих навесных фасадных систем при строительстве, реконструкции и капитальном ремонте объектов в различных климатических зонах[3]
- Медаль «В память 850-летия Москвы» (1997)
- Медаль имени В. М. Ковтуненко Федерации космонавтики РФ (2009)
- Медаль имени Х. А. Рахматулина Российского национального комитета по теоретической и прикладной механике (2010)[4].